# Jurij Basałyk
Jurij Basałyk (ukr. Юрій Басалик; ur. 12 maja 1942 we Lwowie, zm. 16 września 1982 tamże) – ukraiński piłkarz, grający na pozycji napastnika.

## Kariera piłkarska

### Kariera klubowa
Wychowanek DJuSSz-4 we Lwowie. Pierwszy trener — Stepan Nyrko. Ukończył studia w Instytucie Kultury Fizycznej we Lwowie.
Jako uczeń występował w rozgrywkach juniorskich. W latach 1960–1961 występował w SKA Lwów, następne 2 lata — w  Dynamo Kijów. Z powodu kontuzji nogi Jurij Basałyk występował w najwyższej lidze radzieckiej tylko w 14 meczach. Po powołaniu do służby wojskowej w 1963 przeszedł do CSKA Moskwa. Właśnie w Moskwie rozkwitł jego talent piłkarski. Został podstawowym piłkarzem klubu, 2 razy zdobył brązowe medale Mistrzostw ZSRR (1964, 1965).
W 1966 powrócił do Lwowa. Najpierw rok występował SKA Lwów, a potem 3 lata w Karpatach Lwów, z którym zdobył Puchar ZSRR w 1969. Brał udział w największej wygranej "zielono-białych" w historii: 12 sierpnia 1968 we Lwowie ukraiński klub zwyciężył białoruski Nieman Grodno 8:0. Jurij Basałyk strzelił jedną bramkę. Kończył karierę piłkarską w klubach Czornomoreć Odessa oraz Torpedo Łuck.
Grał na pozycji lewego napastnika lub ofensywnego pomocnika. Potrafił szybko startować i mocno strzelać z lewej nogi. Kibice podziwiali jego technikę, wyszukane i efektowne ruchy.
16 września 1982 zmarł we Lwowie siedząc przy swoim biurku.

## Sukcesy i odznaczenia
- zdobywca Pucharu ZSRR:

1969
- Nagrodzony tytułem Mistrz Sportu ZSRR w 1964.